# José Rafael Quirós Quirós
José Rafael Quirós Quirós (Llano Grande, 1º maggio 1955) è un arcivescovo cattolico costaricano, dal 4 luglio 2013 arcivescovo metropolita di San José de Costa Rica.

## Biografia
José Rafael Quirós Quirós è nato il 1º maggio 1955 a Llano Grande, provincia di Cartago ed arcidiocesi di San José de Costa Rica (oggi facente parte della diocesi di Cartago), nella parte centrale della Repubblica di Costa Rica.

### Formazione e ministero sacerdotale
Ha compiuto gli studi di filosofia e teologia nel seminario maggiore centrale a San José. Ha ottenuto la licenza in diritto canonico presso la Pontificia Università Gregoriana a Roma.
Ha ricevuto l'ordinazione sacerdotale il 5 marzo 1981, presso la Cattedrale di San Giuseppe a San José, per imposizione delle mani di Román Arrieta Villalobos, arcivescovo metropolita di San José de Costa Rica; si è incardinato, venticinquenne, come presbitero della medesima arcidiocesi.
In seguito è stato vicario parrocchiale della parrocchia di Santa Teresina del Bambin Gesù a San José, formatore nel seminario centrale di San José, vice-officiale del tribunale ecclesiastico provinciale, professore di diritto canonico presso il seminario centrale e l'Università Cattolica di Costa Rica, cappellano della Forza pubblica costaricana, direttore esecutivo del segretariato della Conferenza episcopale di Costa Rica e vicario generale dell'arcidiocesi di San José de Costa Rica.

### Ministero episcopale

#### Vescovo di Limón

Stemma da vescovo di Limón.

Il 2 dicembre 2005 papa Benedetto XVI lo ha nominato, cinquantenne, vescovo di Limón; è succeduto a José Francisco Ulloa Rojas, trasferito alla sede di Cartago il 24 maggio precedente. Ha ricevuto la consacrazione episcopale il 22 febbraio seguente, presso la Sacro Cuore di Gesù a Limón, per imposizione delle mani di Hugo Barrantes Ureña, arcivescovo metropolita di San José de Costa Rica, assistito dai co-consacranti Osvaldo Padilla, arcivescovo titolare di Pia e nunzio apostolico in Costa Rica, e José Francisco Ulloa Rojas, vescovo di Cartago e suo predecessore; ha preso possesso della diocesi durante la stessa cerimonia. Come suo motto episcopale il neo vescovo Quirós Quirós ha scelto Ofrenda permanente, che tradotto vuol dire "Offerta permanente".
Il 4 febbraio 2008 si è recato in Vaticano, assieme ad altri membri dell'episcopato costaricano, per la visita visita ad limina apostolorum, discutendo con il Pontefice della situazione e dei problemi relativi alla sua diocesi.
Nel 2012 è stato eletto vicepresidente della Conferenza Episcopale di Costa Rica (C.E.C.O.R.) per un quinquennio; l'11 agosto 2017 gli è succeduto Gabriel Enrique Montero Umaña, O.F.M.Conv., vescovo di San Isidro de El General.

#### Arcivescovo di San José

Stemma da arcivescovo di San José.

Il 4 luglio 2013 papa Francesco lo ha promosso, cinquantottenne, arcivescovo metropolita di San José de Costa Rica; è succeduto al settantasettenne Hugo Barrantes Ureña, dimissionario per raggiunti limiti d'età. Il 29 giugno seguente, giorno della solennità dei Santi Pietro e Paolo, si è recato presso la Basilica di San Pietro in Vaticano dove il Pontefice gli ha imposto il pallio, simbolo di comunione tra la Santa Sede e il metropolita. Ha preso possesso della nuova sede durante una cerimonia svoltasi presso la Cattedrale di San Giuseppe a San José il 29 agosto dello stesso anno.
Il 13 febbraio 2017 ha compiuto una seconda visita ad limina insieme ai membri dell'episcopato costaricano.
L'11 agosto dello stesso anno è stato eletto presidente della C.E.C.O.R. succedendo ad Oscar Gerardo Fernández Guillén, vescovo di Puntarenas; ha ricoperto tale incarico per un mandato di un triennio, fino al 7 agosto 2020, quando gli è subentrato José Manuel Garita Herrera, vescovo di Ciudad Quesada.

## Genealogia episcopale e successione apostolica
La genealogia episcopale è:
- Cardinale Scipione Rebiba
- Cardinale Giulio Antonio Santori
- Cardinale Girolamo Bernerio, O.P.
- Arcivescovo Galeazzo Sanvitale
- Cardinale Ludovico Ludovisi
- Cardinale Luigi Caetani
- Cardinale Ulderico Carpegna
- Cardinale Paluzzo Paluzzi Altieri degli Albertoni
- Papa Benedetto XIII
- Papa Benedetto XIV
- Papa Clemente XIII
- Cardinale Marcantonio Colonna
- Cardinale Giacinto Sigismondo Gerdil, B.
- Cardinale Giulio Maria della Somaglia
- Cardinale Carlo Odescalchi, S.I.
- Vescovo Eugène de Mazenod, O.M.I.
- Cardinale Joseph Hippolyte Guibert, O.M.I.
- Cardinale François-Marie-Benjamin Richard de la Vergne
- Cardinale Pietro Gasparri
- Cardinale Clemente Micara
- Arcivescovo Gennaro Verolino
- Arcivescovo Román Arrieta Villalobos
- Arcivescovo Hugo Barrantes Ureña
- Arcivescovo José Rafael Quirós Quirós

La successione apostolica è:
- Vescovo José Manuel Garita Herrera (2014)
- Vescovo Javier Gerardo Román Arias (2015)
- Vescovo Daniel Francisco Blanco Méndez (2018)